# MAXART
MAXART（マックスアート）は、エプソンの大判インクジェットプリンターの日本国内における製品ブランド。2012年からはSureColorブランドに切り替わっている。

## 概説
エプソンのプリンターでは、一般家庭向けの製品にはカラリオ (Colorio)、オフィス向けの製品にはオフィリオ (Offirio) のブランドが使われていた。これらの製品では印刷サイズはA4またはA3サイズまでのものが主であった。
これに対し、A3ノビ以上のサイズの大判プリンターに""MAXART""のブランドが使用されていた。MAXARTシリーズのプリンターは、デザインオフィス、看板業者、小規模印刷業者、学校、および商業写真や写真を趣味としているハイアマチュアなどのプロフェッショナル向けとして展開していた。
最初はPM-5000c・7000C・9000Cの6色染料インクを使用した機種から始まったシリーズであった。その後、MC（ミュークリスタ）顔料インク採用のMC-5000・7000・9000・10000のMCシリーズを経て、PX-7000・9000・10000シリーズでPX顔料インクを採用した機種構成となった。

## 特徴
前述のように、全機種がA3ノビ以上の用紙に対応した大判プリンターである。
再現可能色域は広くとられているが、プロデザイナーなどの意図に応えるために一般的なプリンターのような大掛かりな補正はなされない。そのため、暗室作業のような経験や感が要求されることもある。
また、長期保存に力を入れており、すべての製品が顔料インクを搭載している。当初、採用されていた染料PMインク（PMシリーズ）は光沢感があったものの長期保存・鑑賞時の色褪せが問題視され、ミュークリスタ顔料インク（MCシリーズ）を採用した。ミュークリスタインクは、現行のPXインクに比べ、対オゾン性・耐光性に優れているが光沢感がなく、画質面でPMインクに見劣りする部分が多く、一世代で終わった。
PXインクは顔料インクの特長である高い対オゾン性・耐光性を実現しつつ、染料インクの特長である印刷面の均質性・光沢感を両立させた。それまで大判インクジェットプリンター市場でトップシェアを誇っていたhpのDesignjetシリーズに比べ、粒状感のなさ・肌色やグラデーションの綺麗さ・カラーコントロールにのしやすさなどの長所を持っていた。特に印刷直前の本機出力の替わりとなる、プリプレス段階での採用が多く、またプロカメラマン・写真館などでも導入が進んだ（OEMとして富士フイルムにも提供されている）。
初期シリーズは、カラリオとして発売されたPM-4000PX以外に、PX-7000・9000・10000の顔料PXインク6色機。これら初期機種は6色構成であったため、マットブラック・フォトブラックの排他利用・グラデーションを重視したため、キンアカなどの彩度の高い色が出ない、モノクロ写真出力での色の偏りなどの欠点があった。
後に発売されたPX-6000シリーズで顔料PXインク8色構成となり、グレーインクが加えられることで、モノクロ出力のニュートラルな色と光源による色の変化（メタメリズム）の減少などが図られた。PX-6500・7500・9500など8色構成の色彩を重視したモデルと別に、4色x2ヘッド構成で使うスピード重視のモデルも発売され、学校などで導入が進んだ。彩度の低さは、PXインクのカラーバランスを変え、高彩度化させて「ビビッド･マゼンタ」を加えることで改良を果たした。
2011年現在でのラインナップは、スピード重視の4色 (CMYK) x2ヘッド仕様の速度・生産性重視モデル、8色構成の写真・グラフィック用途モデル、自動測色機を増設できる厳密なカラープルーフに対応した10色機となっている。サイズとしては、学校・SOHOや写真の趣味・プロカメラマン向けのA3・PX-5Vのほか、24インチ幅から64インチ幅まで提供されている。